# بقشة (فرع العدين)

تعديل مصدري - تعديل

بقشة محلة تابعة لقرية الهلج، التابعة لعزلة العاقبة بمديرية فرع العدين إحدى مديريات محافظة إب في الجمهورية اليمنية، بلغ تعداد سكانها 58 حسب تعداد اليمن لعام 2004.